# Las Cavas
Las Cavas (de Trelhas) (en francès Caves) és un municipi francès, situat a la comarca de Fitor, departament de l'Aude i regió d'Occitània.